# Гоян Віта Володимирівна
Віта Володимирівна Гоян (нар. 8 червня 1965, Вінниця) — український науковець, доктор наук із соціальних комунікацій, професор, завідувачка кафедри кіно- і телемистецтва інституту журналістики Київського національного університету імені Тараса Шевченка. Авторка навчальних посібників, монографій, наукових публікацій, присвячених історії телебачення, теорії й практиці тележурналістики. Викладає дисципліни спеціалізації: «Тележурналістика», «Стиль та імідж ведучого», має творчу майстерню «Ведучий інформаційної телепрограми», опікується науковим гуртком і медіапроєктом «Телерадіоклуб». Член Національної спілки журналістів України.

## Біографія
- Випускниця кафедри телебачення і радіомовлення факультету журналістики Київського університету імені Т. Шевченка.
- Закінчила аспірантуру, кандидат філологічних наук, дисертація «Інформаційна телевізійна програма: типологічна характеристика, параметри діяльності журналіста» (2000).
- Закінчила докторантуру, доктор наук із соціальних комунікацій, дисертація «Телебачення як вид журналістської творчості: візуально-вербальні компоненти екранної комунікації» [Архівовано 2 квітня 2019 у Wayback Machine.] (2012).
- Творчу діяльність у телеефірі почала зі студентських років як позаштатний репортер телепрограм УТ «Актуальна камера», «Вечірній вісник» (1988-1991). Редактор та ведуча телепрограм «Робітня» (1992), «Золоті ворота» (1992-93), кореспондент та ведуча «УТН», «З 7-ї до 8-ї» (1993-95), автор та ведуча рубрик телепроєкту «Від перехрестя - до успіху» (1994-99), медіаексперт, консультант у сфері аудіовізуальних ЗМК.
- Журналістську творчість поєднує з викладацькою в Інституті журналістики Київського національного університету імені Тараса Шевченка: з 1996 р. — асистент кафедри телебачення і радіомовлення; з 2002 р. — доцент кафедри міжнародної журналістики; з 2007 р. — доцент кафедри соціальних комунікацій; з 2013 р. — професор кафедри кіно- і телемистецтва, з 2018 р. — завідувачка кафедри кіно- і телемистецтва. [Архівовано 2 квітня 2019 у Wayback Machine.]